# Poslední na cestu
Poslední na cestu (v originále Le Dernier pour la route) je francouzský hraný film z roku 2009, který režíroval Philippe Godeau podle vlastního scénáře. Snímek měl světovou premiéru dne 23. září 2009.

## Děj
Hervé je šéf tiskové agentury, který je závislý na alkoholu. Tato závislost ovlivňuje jeho rodinný i profesní život. Aby se z toho dostal, souhlasí se vstupem na kliniku specializovanou na detoxikaci. Léčba je pro Hervého velmi obtížná. Naváže zde přátelství s Magali, mladou pacientkou na klinice. S téměř paternalistickým postojem k ní se jí snaží pomoci a postaví se tak svým vlastním démonům. Zatímco se Magali propadá do svého sebedestruktivního chování, Hervé se postupně vyléčí ze své závislosti.

## Obsazení
| François Cluzet             | Hervé Chabalier             |
| Mélanie Thierry             | Magali                      |
| Michel Vuillermoz           | Pierre                      |
| Anne Consigny               | Agnès                       |
| Éric Naggar                 | Gunther                     |
| Marilyne Canto              | Carol                       |
| Bernard Campan              | Marc                        |
| Lionnel Astier              | Jean-Marie                  |
| Raphaëline Goupilleau       | Hélène                      |
| Eva Mazauric                | Kris                        |
| Françoise Pinkwasser        | Soledad                     |
| Riton Liebman               | Martin                      |
| Arthur Moncla               | Thomas                      |
| Ninon Brétécher             | Sandra                      |
| Philippe du Janerand        | doktor Marcus               |
| Fabien Aïssa Busetta        | zdravotní sestra            |
| Serge Larivière             | José                        |
| Nathalie Eno                | zdravotní sestra Magali     |
| Jean-Christophe Brétignière | otec Hervého                |
| Monique Milliot             | matka Hervého               |
| Alain Blazquez              | zaměstnanec pohřební služby |
| Martine Gautier             | Consuelo                    |
| Stéphanie Charvet           | servírka v restauraci       |
| Mélanie Ravot               | servírka na diskotéce       |
| Christian Weyers            | taxikář                     |

## Ocenění
- César: nominace v kategoriích nejlepší herec (François Cluzet), nejlepší mužský herecký výkon ve vedlejší roli (Michel Vuillermoz), nejslibnější herečka (Mélanie Thierry), nejlepší adaptace (Philippe Godeau a Agnès de Sacy), nejlepší filmový debut (Philippe Godeau)